# William Andrews
William Andrews (Harare, 10 oktober 1977) is een in Zimbabwe geboren Brits acteur, filmproducent, filmregisseur en komiek.

## Biografie
Andrews studeerde met een bachelor of arts in fotografie aan de Edinburgh College of Art in Edinburgh.
Andrews begon in 2006 met acteren in de televisieserie Soundproof, waarna hij nog meerdere rollen speelde in televisieseries en films. Hij is onder anderen bekend van zijn rol als diverse karakters in de televisieserie Sorry, I've Got No Head (2008-2011), als Aethelwynne in de televisieserie Pixelface (2012) en als Bob Roberts in de televisieserie DNN (2013-2014).
Andrews is getrouwd met de Britse actrice en komediante Anna Crilly.

## Filmografie

### Films
Uitgezonderd korte films.
- 2021 Sweetheart - als Phil de magiër
- 2013 I Give It a Year - als grappendief
- 2009 Not Safe for Work - als Connor
- 2008 The Incredible Will and Greg - als Many

### Televisieseries
Uitgezonderd eenmalige gastrollen.
- 2024 Boarders - als Mackers - 5 afl.
- 2021-2022 Grace - als Joe Tindall - 3 afl.
- 2019 Dad's Army: The Lost Episodes - als Bailey - 2 afl.
- 2017 Jamie Johnson - als Jeremy - 3 afl.
- 2015-2017 Broadchurch - als Ben Haywood - 9 afl.
- 2013-2014 DNN - als Bob Roberts - 23 afl.
- 2011-2013 Anna & Katy - als diverse karakters - 5 afl.
- 2011-2012 Gary Tank Commander - als Cammy - 2 afl.
- 2011-2012 Pixelface - als Aethelwynne - 26 afl.
- 2008-2011 Sorry, I've Got No Head - als diverse karakters - 29 afl.
- 2010 Mid Morning Matters with Alan Partridge - als nieuwslezer - 2 afl.

### Filmproducent
- 2013 Gus and His Dirty Dead Dad - korte film
- 2012 Her Next Door - korte film

### Filmregisseur
- 2013 Gus and His Dirty Dead Dad - korte film
- 2008 Barely Legal - film
- 2006 Tank Commander - film

### Scenarioschrijver
- 2017 Ken & Carol Lose the Plot - korte film
- 2014 Pride of Britain - korte film
- 2013 Gus and His Dirty Dead Dad - korte film
- 2013 Anna & Katy - televisieserie - 1 afl.
- 2012 Her Next Door - korte film
- 2010 The King Is Dead - televisieserie - 1 afl.
- 2008 The Incredible Will and Greg - film
- 2008 Barely Legal - film
- 2007 Comedy Lab - televisieserie - 1 afl.